# Kodeks rodzinny i opiekuńczy
Kodeks rodzinny i opiekuńczy – akt normatywny będący podstawowym źródłem polskiego prawa rodzinnego, w sposób kompleksowy regulujący stosunki rodzinne, uchwalony przez Sejm PRL w dniu 25 lutego 1964 r., wszedł w życie w dniu 1 stycznia 1965 r.

## Geneza
Kodeks rodzinny i opiekuńczy został uchwalony w celu rozbudowania i uzupełnienia regulacji prawa rodzinnego w porównaniu z kodeksem rodzinnym z 1950 r. wobec wielu luk i rozrastającego się orzecznictwa sądowego. Jego uchwalenie stanowiło też ostatni etap unifikacji polskiego prawa rodzinnego w okresie powojennym.
Równocześnie uchwalono ustawę – przepisy wprowadzające kodeks rodzinny i opiekuńczy, która określiła datę wejścia w życie kodeksu, uchylała przepisy obowiązujące poprzednio w tej materii oraz zawierała szereg przepisów intertemporalnych.

## Systematyka kodeksu
Kodeks rodzinny i opiekuńczy składa się z 3 tytułów.
- TYTUŁ I: MAŁŻEŃSTWO (art. 1 – 616)
  - Dział I: Zawarcie małżeństwa (art. 1 – 22)
  - Dział II: Prawa i obowiązki małżonków (art. 23 – 30)
  - Dział III: Małżeńskie ustroje majątkowe (art. 31 – 54)
    - Rozdział I: Ustawowy ustrój majątkowy (art. 31 – 46)
    - Rozdział II: Umowne ustroje majątkowe (art. 47 – 515)
      - Oddział 1: Przepisy ogólne (art. 47 – 471)
      - Oddział 2: Wspólność majątkowa (art. 48 – 501)
      - Oddział 3: Rozdzielność majątkowa (art. 51 – 511)
      - Oddział 4: Rozdzielność majątkowa z wyrównaniem dorobków (art. 512 – 515)[1]

    - Rozdział III: Przymusowy ustrój majątkowy (art. 52 – 54)

  - Dział IV: Ustanie małżeństwa (art. 55 – 61)
  - Dział V: Separacja (art. 611 – 616)
- TYTUŁ II: POKREWIEŃSTWO I POWINOWACTWO (art. 617 – 1441) (do 13 czerwca 2009 POKREWIEŃSTWO)[2]
  - Dział I: Przepisy ogólne (art. 617 – 618)[3]
  - Dział Ia: Rodzice i dzieci (art. 619 – 113)[4]
    - Rozdział I: Pochodzenie dziecka (art. 619 – 86)
      - Oddział I: Macierzyństwo (art. 619 – 6116)[5]
      - Oddział II: Ojcostwo (art. 62 – 86)[5]

    - Rozdział II: Stosunki między rodzicami a dziećmi (art. 87 – 1136)
      - Oddział 1: Przepisy ogólne (art. 87 – 91)
      - Oddział 2: Władza rodzicielska (art. 92 – 112)
      - Oddział 2a: Piecza zastępcza (art. 112 – 1128)[6]
      - Oddział 3: Kontakty z dzieckiem (art. 113 – 1136)[7]

  - Dział II: Przysposobienie (art. 114 – 127)
  - Dział III: Obowiązek alimentacyjny (art. 128 – 1441)
- TYTUŁ III: OPIEKA I KURATELA (art. 145 – 184)
  - Dział I: Opieka nad małoletnim (art. 145 – 174)
    - Rozdział I: Ustanowienie opieki (art. 145 – 153)
    - Rozdział II: Sprawowanie opieki (art. 154 – 164)
    - Rozdział III: Nadzór nad sprawowaniem opieki (art. 165 – 168)
    - Rozdział IV: Zwolnienie opiekuna i ustanie opieki (art. 169 – 174)

  - Dział II: Opieka nad ubezwłasnowolnionym całkowicie (art. 175 – 177)
  - Dział III: Kuratela (art. 178 – 184)

Tytuły dzielą się na działy, działy podzielono na rozdziały, a w niektórych rozdziałach wydzielono oddziały.

## Nowelizacje
Od czasu uchwalenia kodeks rodzinny i opiekuńczy znowelizowano wielokrotnie, głównie w okresie III Rzeczypospolitej. Najważniejsze zmiany dotyczyły:
- przepisów o przysposobieniu,
- wyboru nazwisk noszonych przez małżonków,
- unormowania w kodeksie wyznaniowej formy zawarcia małżeństwa,
- unormowania w kodeksie instytucji separacji,
- reformy małżeńskich ustrojów majątkowych,
- wprowadzenia zakazu stosowania kar cielesnych przez rodziców i opiekunów prawnych wobec małoletniego[8].

Ostatnia zmiana weszła w życie w 2023 roku.